# 阿尔贝托·德斯特凡尼
阿尔贝托·德斯特凡尼（義大利語：Alberto de' Stefani，1879年10月6日—1969年1月15日），意大利政治人物和经济学家。德斯特凡尼在1922年至1925年期间负责法西斯意大利经济。他的任期以自由放任主义的理想为特征。

## 财政部长
1922年12月，意大利财政部长温琴佐·坦戈拉突然去世，德斯特凡尼被墨索里尼任命为意大利财政部长。 作为一个经济自由主义者，德斯特凡尼赞成自由贸易、没有太多政府干预的减税，以及通信业等行业的私有化。 他还彻底改革了意大利的税收制度，这一项改革在当时被认为是成功的，尽管人们注意到，他实施的改革是由之前的意大利经济部长菲利波·梅达制定的，但在那时并未付诸实施。 德斯特凡尼利用墨索里尼政权赋予的独裁权力实施了这些此前被议会阻止的改革。
作为整个欧洲经济增长的一部分，意大利经济在德斯特凡尼的领导之下繁荣发展。意大利的工资和生活费用在他的指导下都有所下降。 德斯特凡尼实现了1924年至1925年年度的财政预算平衡目标。 1925年中期中，意大利的经济开始走向危机，德斯特凡尼被墨索里尼解雇，其财政部长的职务为社团主义者朱塞佩·沃尔皮所取代。

## 此后的政治生涯
尽管被解除部长职务，德斯特凡尼仍是法西斯大委员会的成员，直到墨索里尼政权垮台。德斯特凡尼经常在这一职位上批评墨索里尼政府的某些行动。他在社会观点上持保守立场，并在1928年对“极度自由”的结婚法律（保持独身或只生育少数子女者需要向国家支付罚款）提出了批评，并认为未婚者和无子女的父母应被剥夺保证人口繁衍者所拥有的法律权利。后来，他与其他运动老兵埃米利奥·德博诺、伊塔洛·巴尔博和卢伊吉·费代尔佐尼一起，被认为是对于将纳粹德国影响下的种族法引入意大利持高度批评倾向的代表。在1943年7月25日举行的法西斯大委员会上，他赞成解除墨索里尼的首相职务（格兰迪决议），使得法西斯政权垮台，并在维罗纳审判中被缺席审判判处死刑。

## 学术生涯
在远离政治之后，德斯特凡尼在维琴察理工学院担任经济学讲师。他后来被任命为罗马大学的教授。